# Andrzej Ogrodowczyk

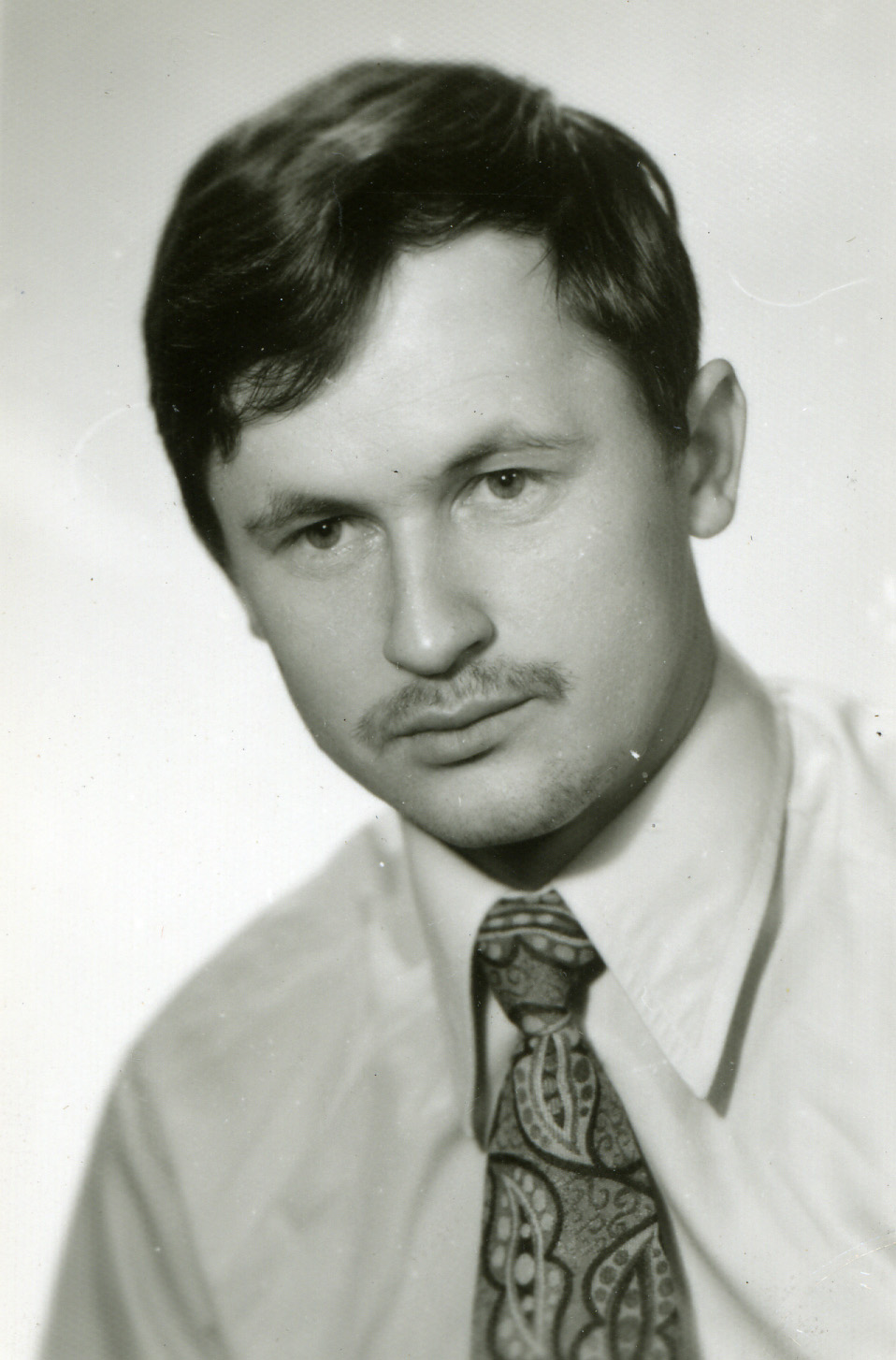
Andrzej Ogrodowczyk

Andrzej Ogrodowczyk (ur. 23 grudnia 1952 w Turku, zm. 8 września 2002 w Poznaniu) – polski poeta pokolenia „indywidualistów 1976–1989", prozaik, eseista, krytyk literacki, dramatopisarz.

## Dzieciństwo i wykształcenie
Dzieciństwo i młodość spędził w Marianowie i Kowalach Pańskich w powiecie tureckim. Do szkoły podstawowej uczęszczał w Kowalach Pańskich. Jako 14-latek pisał do „Świata Młodych” drobne artykuły poświęcone młodzieńczym zainteresowaniom i działalności szkolnej drużyny harcerskiej. W 1971 ukończył Liceum Ogólnokształcące im. Tadeusza Kościuszki w Turku. W latach 1971–1972 był słuchaczem Studium Nauczycielskiego w Kaliszu. Od roku 1972 w Poznaniu. Absolwent filologii polskiej Uniwersytetu im. Adama Mickiewicza w Poznaniu (1977).

## Praca zawodowa
Po uzyskaniu magisterium w roku 1977 podjął pracę w Zespole Szkół Rolniczych w Rokietnicy. Dalszą pracę kontynuował w Poznaniu. W latach 1982–1984 nauczyciel języka polskiego w jednej z poznańskich szkół podstawowych, w latach 1988–1992 w Szkole Podstawowej nr 34 im. Wojska Polskiego w Poznaniu, następnie od 1992–1994 w XXV Liceum Ogólnokształcącym im. Generałowej Jadwigi Zamoyskiej w Poznaniu. W latach 1997–1999 wychowawca w Młodzieżowej Świetlicy Dworcowej. Prowadził warsztaty poetyckie min. w klubie „Zielone Pióra” Młodzieżowego Domu Kultury „Za cytadelą” w Poznaniu. Wykładowca Uniwersytetu Poezji Stowarzyszenia Jeszcze Żywych Poetów w Zielonej Górze. Juror młodzieżowych konkursów literackich, a w latach 90. także juror Turniejów Wierszy o Poznaniu i Wielkopolsce. W latach 2001–2002 prowadził zajęcia fakultatywne o twórczości Samuela Becketta i Franza Kafki w poznańskiej Wyższej Szkole Języków Obcych.

## Twórczość literacka
Debiutował w prasie w roku 1977 jako krytyk literacki, wkrótce zaczął także publikować wiersze min. na łamach periodyków „Nadodrze”, „Odra”, „Poezja”, „Miesięcznik Literacki” i „Nowy Wyraz”. Jedno z pierwszych opowiadań „Wśród snu”, ukazało się drukiem w almanachu młodej prozy wielkopolskiej „Prosto z młodości” (1980). Od lat 80. prowadził i publikował „Dziennik z wczoraj. Zapiski rowerowe”. Wiersze, eseje, szkice, recenzje, fragmenty prozy i dziennika publikował również na łamach "Integracji", "Akcentu", "W drodze", "Przeglądu Powszechnego", "Toposu", "Radaru", "Tygodnika Kulturalnego", „Obrzeży”. Od 1990 był członkiem Stowarzyszenia Pisarzy Polskich, a także w latach 1994–2002 współpracownikiem „Gazety Malarzy i Poetów” w Poznaniu. Jego eseje o malarstwie można znaleźć w katalogach do wystaw prezentowanych w poznańskich galeriach sztuki współczesnej (min. w Galerii Miejskiej „Arsenał”, a także w galeriach „Polony”, „R”, „Muzalewska”, także w Galerii Sztuki „Wozownia” w Toruniu i „Otwarta Pracownia” w Krakowie). Na krótko przed śmiercią związał się z Klubem Galerią „ZAK” w Poznaniu, gdzie miał prowadzić dyskusyjne spotkania literackie. Jest autorem niewydanych drukiem eseistycznych rozpraw o twórczości Witolda Gombrowicza i Samuela Becketta. Jego wiersze były tłumaczone na język niemiecki, rosyjski i węgierski.
W roku 1998 w kronice Klubu Piosenki Literackiej „Szary Orfeusz”, wpisał po swoim wieczorze autorskim: 

'Nareszcie zrozumiałem, że Piękno jest wszystkim dla czego warto żyć

## Wyróżnienia
Laureat  min. konkursu poetyckiego „Zielona Waza” (1979), Turnieju Jednego Wiersza Wągrowieckich Warsztatów Poetyckich (1981), Konkursu Poetyckiego im. Romana Brandstaettera (1987). Poeta uwieńczony Laurem Klemensa Janickiego w ramach II Ogólnopolskiego Konkursu Poetyckiego (Poznań, 1994). Nagrodzony w Ogólnopolskim Konkursie Poetyckim im. Zbigniewa Herberta „O liść konwalii” (Toruń, 1993, 94, 95) i w Konkursie Poetyckim „Cybisem inspirowane” (Brzeg, 1997). Wyróżniony w IX Turnieju Wierszy o Poznaniu i Wielkopolsce (1981), w Turnieju Poetyckim i Plastycznym „O Złotą Lampkę Górniczą” (Wałbrzych, 1982), w konkursie literackim „O Nagrodę Skrzydła Ikara” (Katowice, 1996) oraz w Ogólnopolskim Konkursie Literackim im. Stanisława Grochowiaka (Leszno, 1996).

## Publikacje
Autor tomów poezji:
- „Nie wszystko zostało skończone” (Kraków 1988)
- „Nieprzeźroczysta” (Warszawa 1989)
- „Jabłuszko Ziemi” (Poznań 1991)
- „Zanim pochłonie” (Poznań 1998)
- „Nazywałem się Franz Kafka” (Poznań 2000)

Współautor poetyckiej „antologii pięciu” (Roman Bąk, Jan Kasper, Andrzej Ogrodowczyk, Sergiusz Sterna–Wachowiak, Tadeusz Żukowski)